# Hamme-Mille
Hamme-Mille (wallon: Ame) est une section de la commune belge de Beauvechain située en Wallonie dans la province du Brabant wallon.
C'était une commune à part entière avant la fusion des communes de 1977.
Le village de Mille connaît une procession annuelle à Saint Corneille le 4e dimanche après Pâques.

## Démographie
- Sources:INS, Rem:1831 jusqu'en 1970=recensements, 1976= nombre d'habitants au 31 décembre

## Patrimoine et culture

### Patrimoine architectural et sites

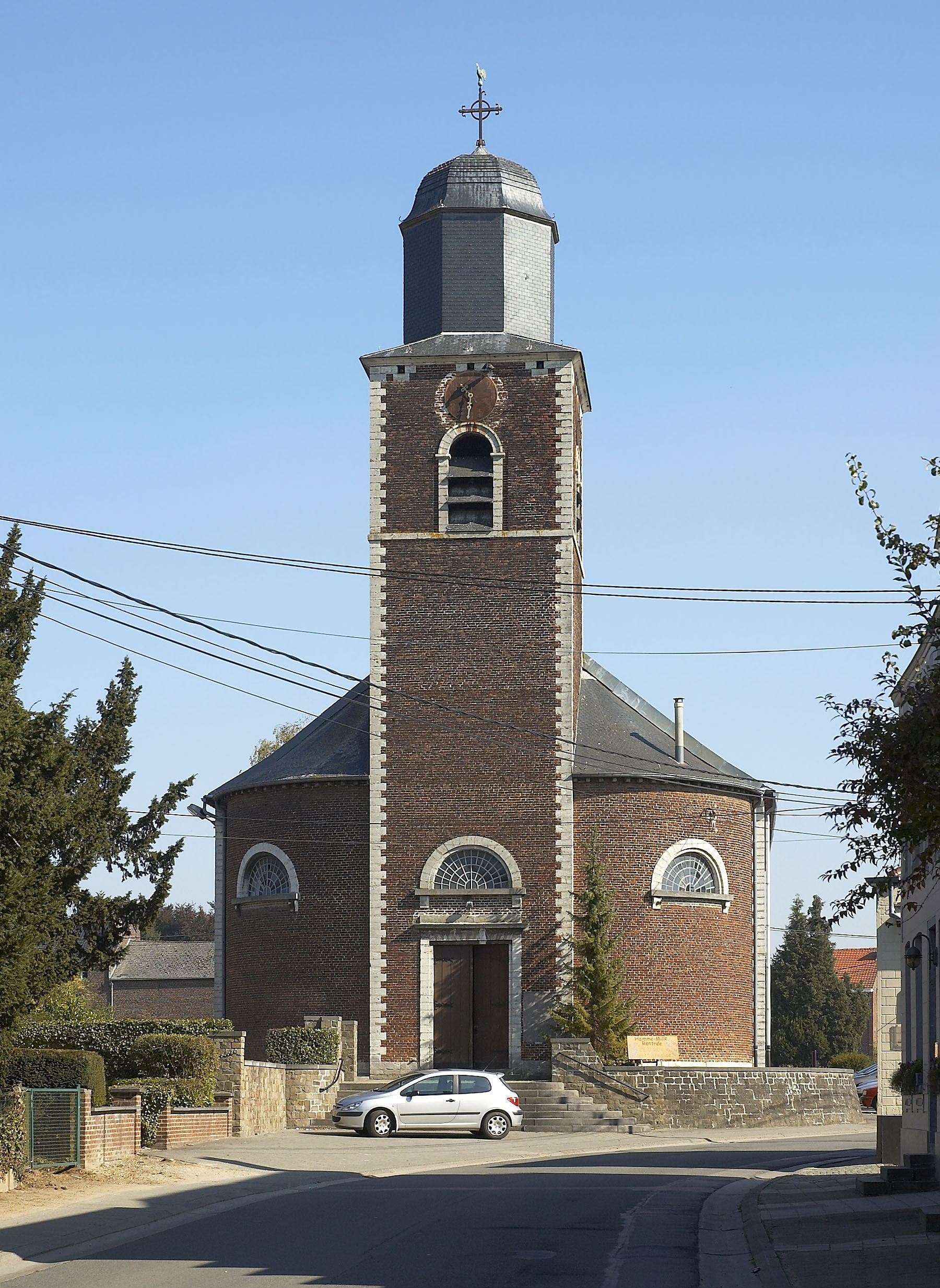
L’église Saint-Amand

Des vestiges de l'abbaye de Valduc, à Hamme-Mille, abbaye de moniales cisterciennes, fondée en 1231 par Henri II de Brabant, subsistent encore en lisière de la forêt de Meerdael. À l'emplacement des bâtiments monastiques détruits après leur vente en 1797 comme bien national, un château a été construit en 1867. 
On peut relever aussi la présence d'un vieux moulin à eau avec sa curieuse lucarne à grand auvent qui abritait autrefois la roue du treuil servant à élever les sacs de grain,.

## Personnalités liées à la commune
- Albert-Édouard Janssen, homme politique, banquier et professeur belge[4], né à Anvers le 1er avril 1883 et décédé au château Valduc à Hamme-Mille le 29 mars 1966. Sa fille y a habité jusqu'à sa mort le 8 mars 2015 [5].